# Steinbjørn B. Jacobsen
Steinbjørn Berghamar Jacobsen (30. september 1937 – 12. april 2012) var en færøsk forfatter, poet og lærer. Jacobsen var bedst kendt for sine børnebøger, men han har også skrevet noveller, romaner og skuespil. Jacobsen fik tildelt Færøernes litteraturpris (Bókmentavirðisløn M. A. Jacobsens) i 1981 i kategorien skønlitteratur.
Jacobsen blev født og opvokset i Sandvík den 30. september 1937.. Sandvík er den nordligste bygd på Færøernes sydligste ø, Suðuroy. Da Jacobsen voksede op var der ingen vejforbindelse til Sandvík, man måtte enten gå over fjeldet til Hvalba og derefter til Tvøroyri, eller også måtte man sejle. Sandvík blev forbundet med Hvalba med en tunnel i 1969. Før Jacobsen startede på lærerseminariet i Tórshavn, forsøgte han sig som sømand, det kan ses som tema i nogle af hans værker.
Han var rektor for Føroya Fólkaháskúli (Færøernes Højskole) fra 1970 til 1980.
Steinbjørn B. Jacobsen døde af kræft den 12. april 2012 i Tórshavn, 74 år gammel.
I månederne efter deres fars død, arbejdede to af hans børn, Eyð og Kári, med 10 af deres fars digte. Sønnen, Kári Jacobsen, komponerede melodier til digtene og datteren, Eyð Berghamar Jacobsen, synger sangene. Resultatet blev en CD, som Tutl har udgivet. De navngav CD-albummet Tungl, Steinbjørn B. Jacobsen. Tungl var titlen på en af Steinbjørn B. Jacobsen's digtsamlinger, som han udgav i 1987. Eyð og Kári holdt en konsert i Østrøms pakhus i Tórshavn på deres fars fødselsdag den 30. september 2012, da han ville være fyldt 75, i forbindelse med udgivelsen af Tungl. CD'en var dedikeret til deres far og udkom den 1. oktober 2012.

### Børnebøger
- 1970 - Hønan og hanin, 2. udgave udkom i 1976, samtidig også udgivet i norsk oversættelse, 3. udgave udkom i 1987.
- 1971 - Hin snjóhvíti kettlingurin, børnebog, oversat til svensk og publiceret i Kammeratposten i 1974, 2. udgave udkom i 1987.
- 1972 - Mæið. 2. udgave udkom i 1976, og samtidig udkom bogen også på norsk. 3. udgave på færøsk udkom i 1987.
- 1972 - Krákuungarnir
- 1974 - Lív og hundurin
- 1975 - Gráisteinur
- 1979 - Hin reyða ryssan, publiceret i norsk oversættelse i 1980.
- 1980 - Maria og rossið, (om samme tema som "Hin reyða ryssan", om en rød hest), i norsk oversættelse i 1982.
- 1981 - Lív og dýrini
- 1981 - Mia og Eyð
- 1983 - Reyða, (den sidste bog om den røde hest Reyða Ryssa), udgivet i norsk oversættelse i 1985.
- 1985 - Sí og Sú
- 1987 - Uni og Una
- 1987 - Sí og Sú síggja
- 1989 - Vár og mánin, udgivet sammen med oversættelser til norsk og svensk.
- 1992 - Lítli Páll í Nólsoy
- 1993 - Tvey systkin
- 1993 - Eftir nátungum
- 2001 - Eg eigi

### Digte
- 1966 - Heimkoma
- 1968 - Fræ
- 1974 - Kjøkr
- 1980 - Tægr
- 1981 - Lív, yrkingar, ognað øllum ið missa, digte (dedikeret til alle som har mistet en af sine kære, Jacobsen mistede sin datter Lív).
- 1984 - Læraramyndir
- 1987 - Tungl
- 1997 - Vit bæði
- 1997 - Tinna og Tám
- 2001 - Karr

### Romaner
- 1984 - Hall, 2. udgave udkom i 1985
- 1991 - Kasta

### Noveller
- 1975 - Á veg millum bygda, novellesamling.

### Skuespil
- 1969 - Ivaliva og aðrir leikir, Ivaliva og einaktaran Fløskurnar, skuespil, opført i 1969, publiceret i 1975.
- 1975 - Skipið, skuespil, opført i 1975, oversat til islandsk og opført i Islands nationalteater (Þjóðleikhúsið) 1977, publiceret i 1982.
- 1982 - Tey bæði í húsinum, skuespil, opført i Tórshavn samme år.
- 1985 - Trý leikrit (Tre skuespil)
- 1997 - Húsið o.a. stutt, skuespil.
- 1999 - Jólabørn, 24 historier til børn, julekalender til radioen (útvarpskalendarin)
- 2000 - Nólsoyar Páll, skuespil.

### Hørespil til radio og TV
- 1976 - Den gode vilje, TV spil på dansk, er skrevet sammen med Gunnar Hoydal.
- 1977 - Náttúran og børnini, manuskript til børnefilm.
- 2006 - Soleiðis er, radio hørespil. (Er hverken udgivet eller spillet endnu)

### Erindringer
- 2004 - Grund 1, erindringer.
- 2005 - Grund 2, erindringer.
- 2011 - Grund 3, erindringer og Sandvíks historie.

### Oversættelser til færøsk
- 1972 - Flytifuglur, samling af digte fra andre sprog, oversat til færøsk, sammen med Heðin M. Klein.

### Redaktør mm.
- 1983 - Sjón og seiggj, jubilæumsbog for at hædre Erlendur Patursson, redaktør sammen med Heðin M. Klein.
- 1984 - Ung orð 1, tekstsamling, redaktør sammen med Árni Dahl og Ása Magnussen.
- 1985 - Ung orð 2, tekstsamling, redaktør sammen med Árni Dahl og Ása Magnussen.
- 1985 - Hon kysti hann, samling af færøske kærlighedsdigte.
- 1988 - Floygd orð 1 og Floygd orð 2, samling, redaktør sammen med Árni Dahl, Ása Magnussen og Páll Sivertsen.
- 1982 - Brá úr USA, rejseskildring.
- 1982 - Dia og Mia, skolebog til undervisning i færøsk.
- 1984 - Her eru vit, sange til børn på kasettebånd.
- 1994 - Bárður Jákupsson, en bog om den færøske kunstner Bárður Jákupsson.

## Priser
- 1976 Barnabókaheiðursløn Tórshavnar býráðs (Børnebogspris fra Tórshavns byråd)
- 1981 Færøernes litteraturpris (M. A. Jacobsen's Litteraturpris)
- 1985 Barnabókaheiðursløn Tórshavnar býráðs

## Eksterne links
- DenStoreDanske.dk om Steinbjørn B. Jacobsen
- Bokasolan.fo, om Steinbjørn B. Jacobsen Arkiveret 8. september 2004 hos  Wayback Machine (færøsk)